# Adolf Gottfried Kinau
 (janvier 2022).
Si vous disposez d'ouvrages ou d'articles de référence ou si vous connaissez des sites web de qualité traitant du thème abordé ici, merci de compléter l'article en donnant les références utiles à sa vérifiabilité et en les liant à la section « Notes et références ».
Pour les articles homonymes, voir Kinau (homonymie).
Gottfried Adolf Kinau (né le 4 janvier 1814 à Aschersleben ; mort le 9 janvier 1887 à Suhl) est un pasteur protestant et un astronome prussien. Son nom est donné au cratère lunaire Kinau (en).

## Biographie
Kinau est né dans une famille protestante de pasteurs et d'enseignants. Après avoir fréquenté le lycée de la cathédrale de Halberstadt entre 1828 et 1833, il étudie la théologie aux universités de Halle et de Magdebourg de 1833 à 1840. À partir de 1840, il travaille comme précepteur et prédicateur suppléant près de Marienborn, puis de 1845 à 1849 comme enseignant à l'école de garçons de Schönebeck près de Magdebourg. En 1849, il est nommé directeur de l'école de garçons de Suhl et occupe en même temps la fonction de prédicateur à l'église principale. En 1851, il assume son premier pastorat à Rohr, d'où il passe ensuite à la Kreuzkirche de Suhl en 1861. Il occupe le poste de pasteur à Suhl jusqu'à sa mort. Outre son travail de pasteur, il occupe plusieurs fonctions dans les domaines de la charité et de l'éducation : il est président de la Commission des pauvres, membre de la Société biblique, conseiller scolaire et inspecteur scolaire de district.
Durant presque toute sa vie, il se consacre à l'astronomie pendant son temps libre. Kinau commence à observer la lune avec un télescope qu'il a acquis en 1847 auprès des opticiens de la cour royale française Lerebours et Secretan à Paris. Il se fait ensuite un nom en tant que sélénographe, autrement dit, il réalise de nombreux dessins de la surface lunaire, lesquels, à l'exception d'un seul, n'ont jamais été publiés et sont à ce jour introuvables. Il se spécialise dans l'observation des sillons lunaires (rimae), dont il est le premier à en dresser la description de certains.

## Éponyme
En 1876, l'astronome anglais Edmund Neison (pseudonyme d'Edmund Neville Nevill (1849-1940)) propose de donner le nom de Kinau au cratère lunaire Jacobi D (en), décrit par Johann Heinrich Mädler et Wilhelm Beer en 1837. Cependant, son nom a été oublié par la suite. Depuis le début du mois d'avril 2007, le cratère porte à nouveau officiellement son nom.